# Elveszett illúziók
Elveszett illúziók (węg. Stracone złudzenia) – jedenasty studyjny album węgierskiego zespołu Edda Művek, wydany w 1993 roku nakładem Warner-Magneoton na CD i MC.

## Lista utworów
1. "Elérlek egyszer" (5:10)
2. "A sátán asztalánál" (4:04)
3. "Elveszett illúziók" (6:52)
4. "Utolsó érintés" (5:00)
5. "Megint egy balhé" (4:20)
6. "Bátran megtenni" (4:40)
7. "Férfivágy" (4:12)
8. "New York Blues" (5:40)

## Skład zespołu
- Attila Pataky - wokal
- Tibor Donászy - perkusja
- Zsolt Gömöry - instrumenty klawiszowe
- László Kicska - gitara basowa
- Péter Kun - gitara